# Revere Model A
Revere Model A ist ein Personenkraftwagen. Hersteller war die Revere Motor Company aus den USA.

## Beschreibung
Es war das erste Modell des Herstellers. Es war ein teures Fahrzeug der Oberklasse. 1918 startete die Vorserie. Die reguläre Produktion lief von 1919 bis 1920.
Der wassergekühlte Vierzylindermotor kam von Duesenberg. Er hat 4,375 Zoll (111,125 mm) Bohrung und 6 Zoll (152,4 mm) Hub. Das ergibt 5912 cm³ Hubraum. Er ist mit 30,62 PS nach der A.L.A.M.-Formel eingestuft. Die tatsächliche Motorleistung liegt bei 100 PS.
Er ist vorn im Fahrgestell eingebaut und treibt die Hinterachse an. Der Radstand beträgt 3327 mm. Eine Quelle nennt die Karosseriebauformen Tourenwagen mit fünf Sitzen, Roadster mit zwei Sitzen und Victoria mit vier Sitzen. Eine andere Quelle gibt Tourenwagen mit vier und mit sieben Sitzen und den Roadster mit zwei Sitzen an. Der Neupreis betrug jeweils 3850 US-Dollar.
1918 wurden sechs Fahrzeuge gefertigt. Für 1919 sind 50 Fahrzeuge überliefert und für das Folgejahr 43.
Allerdings können in der Zahl für 1920 bereits Verkäufe des Nachfolgemodells enthalten sein.
1920 oder 1921 erschien Revere Model C als Nachfolger. Die Unterschiede sind gering.
Ein erhaltenes Fahrzeug von 1920 wurde 2005 für 90.200 Dollar versteigert. In 2010 und 2017 wurde es für jeweils 137.500 Dollar versteigert.